# آیین مندائی
آیین مندائی یا منداییه (زبان مندایی: ࡌࡀࡍࡃࡀࡉࡉࡀ، آوانگاری: mandaiia; عربی: المندائیّة، آوانگاری: al-Mandāʾiyya) دینی گنوسی: ۴  با یک جهان بینی شدیداً دوگانه‌گرا است. پیروان آن، که مندائیان می‌باشند. آدم، هابیل، شیث، انوش، نوح، سام پسر نوح، آرام، و مخصوصاً یحیی را مقدس می‌دانند. مندا به زبان آرامی به معنای «دانش» است، مانند گنوسیس یونانی.

## واژه‌شناسی
مَندا واژه‌ای از زبانِ آرامیِ شرقی به معنی «دانش، آگاهی و معرفت» است؛ و به یک معنا، برابر نهادِ گنوس است. واژهٔ مغتسله نیز به معنی مذهب تعمیدیان گاهی به ایشان گفته شده‌است و این سوای از تعمیددهنده بودن یحیی آخرین پیامبر مذهب مندایی به دلیل مراسم همیشگی غسل تعمید است که از آداب و آیین‌های منداییان به‌شمار رفته و همچنان نیز می‌رود. گاهی نیز نام منداییان را از ریشه ماد یا مادای که نام سرزمین باستانی شمال غربی ایران بوده دانسته‌اند، اما این نظر میان پژوهشگران بسیار شاذ بوده و از اقبال چندانی برخوردار نیست. بیشتر همان واژه مندا را که در زبان آرامی برابر عرفان قرار دارد، برای آن فرض نموده‌اند. نام‌های دینی و مقدس منداییان آرامی است. به عنوان نمونه برای آوردن نام شیث از شیتل و برای نام سام بن نوح از شوم و نیز برای خود نوح از نو استفاده می‌کنند. منداییان را گاهی با صابئین که ذکر آن در قرآن سه بار آمده، یکی فرض کرده‌اند از این رو در خوزستان ایشان به صابئین معروف هستند که در لفظ محلی صُبّی خوانده می‌شود.

## باورها
آن‌ها به خدا و قیامت اعتقاد دارند و برای خود زبان و خط دارند. نماز می‌خوانند و روزه می‌گیرند. آن‌ها روزانه پنج بار نماز می‌خوانند و دارای کتاب هستند و در قرآن نیز نه تنها به اهل کتاب بودن یحیی اشاره شده بلکه در سه آیه نام صابئین هم‌تراز پیروان ادیان آسمانی قرار گرفته‌است، مانند سوره حج آیهٔ هفده. نام کتاب منداییان «گنزا رباً» یا «گنج آسمانی» ست که به زبان مندایی از تیره سامی و شاخه آرامی شرقی نگاشته شده‌است. در دین منداییان یا همان صابئین مغتسله که در خوزستان به صبی معروف هستند پنداره‌هایی همانند آنچه در جهان‌بینی زرتشت به چشم می‌خورد وجود دارد، مانند اصالت نور و پاکی آن در برابر تاریکی گمراه‌کننده. آیین مندایی نزدیک‌ترین دین زنده جهان به آیین مانوی است.

### اساطیر
بنیاد اندیشهٔ مندایی همان ثنویت، یا دو بن‌نگری است. دو گوهرِ روح و مادّه از آغاز آفرینش با هم در ستیزند. اساطیر مندایی بیشتر دربارهٔ اقلیم ازلیِ نور، آفرینش زمین و انسان و سفر بازگشتِ روح به سرچشمهٔ سرزمینِ نور است.

## کتاب مقدس
کتاب مقدس منداییان گنزا ربّا (گنج عظیم) است و به بخش گنزای راست و گنزای چپ تقسیم می‌شود. کتاب‌های شش‌گانه‌ای نیز دارند که عبارت‌اند از: 
۱) ادراشا اد یحیی (تعالیم یحیی)؛ 
۲) قُلِستا (ازدواج)؛ 
۳) اِنیانی (نمازها و نیایش‌ها)؛ 
۴) سیدرا اد نشماثا (کتابِ روانِ آدمی)؛ 
۵) اِسفَر مَلوشی (نجومی)؛ 
۶) سیدرا اد مَصوَتَا (کتاب تعمید).

## پیروان
آن‌ها در جنوب عراق و استان خوزستان ایران بسیار بودند ولی اکنون به تمام دنیا مهاجرت کرده‌اند.
از آن‌جایی که مندائیان همواره در ایران و عراق مورد تبعیض قرار گرفته‌اند، در سال‌های اخیر تعداد کثیری از این اقلیت به کشورهای دیگر را به خود کرده‌اند. امروزه مندائیان را در اقصی نقاط جهان همچون سیدنی و سن آنتونیو، تگزاس در شمارش نسبتاً انبوه می‌توان دید.

## تقویم
تقویم مندائی براساس هبوط (تولد) «آدم» نوشته شده‌است که تا سال ۱۳۸۱ هجری شمسی ۴۴۵۲۷۲ سال از هبوط ادم ابوالبشر می‌گذردو منداییان سال کبیسه ندارند چراکه براین اعتقاد هستند که خداوند همه چیز را براساس گردش و تکرار خلق نموده و به همین اساس سال‌های مندایی باید گردش کنند تا این دوران حفظ شود و یک روز هم به عقب یا جلو تغییر نکند.
یک سال مندائی ۳۶۵ روز است. هر ماه مندائیان ۳۰ روز است که در مجموع می‌شود ۳۶۰ و ۵ روز، پنجه که جزو ایام ۱۲ ماه به‌شمار نمی‌آیند (به علت مقدس بودن این ۵ روز). روز تعطیل رسمی منداییان در طول هفته یکشنبه است.
نام‌های ماه‌های مندایی: دولا، نونا، امرا، تورا، صلعی، سرطانا، آریا، شمبلتا، قینا، ارقوا، هیطا و گدیا است.